# Mihail Kogălniceanu (okręg Jassy)
Mihail Kogălniceanu – wieś w Rumunii, w okręgu Jassy, w gminie Țigănași. W 2011 roku liczyła 1095 mieszkańców.